# Селенит полония(II)
Селенит полония(II) — неорганическое соединение, соль металла полония и селенистой кислоты, формулой PoSeO3. При стандартных условиях представляет собой тёмно-красное твёрдое вещество.

## Получение
- Вещество можно получить взаимодействием металлического полония и концентрированной селенистой кислоты:

{\displaystyle {\mathsf {Po+H_{2}SeO_{3}\ {\xrightarrow {\ }}\ PoSeO_{3}+H_{2}\uparrow }}}
- Реакция между полонием и оксидом селена(VI)

{\displaystyle {\mathsf {Po+SeO_{3}\ {\xrightarrow {\ }}\ PoSeO_{3}}}}

## Свойства
Селенит полония(II) образует тёмно-красное вещество. Как и все другие соединения полония, очень ядовито.